# چشم خروس دانه‌ریز
چشم خروس دانه‌ریز (نام علمی: Adonis microcarpa) نام یک گونه از سرده آدونیس است.